# Božo Janković
Božidar Janković, detto Božo (Sarajevo, 22 maggio 1951 – Cattaro, 1º ottobre 1993), è stato un calciatore jugoslavo, di ruolo attaccante.

## Palmarès

### Club

#### Competizioni nazionali
- Campionato jugoslavo: 1

Željezničar: 1971-1972
- 2. Savezna liga: 1

Željezničar: 1977-1978 (girone ovest)

### Individuale
- Capocannoniere della Prva Liga: 1

1970-1971 (20 gol, a pari merito con Petar Nadoveza)